# 選舉
選舉是一種正式的決策過程，由人們投票選出某個職位的出任人選、或適用於整個組織的過程。因此，选举的性质有别于其他选择方法，如比赛筛选、随机决定或市场决定。选举通常被定义为被管治者意愿的一种正式表达方式，这些表达的意愿会集合并转化为一种集体决策，用来决定谁可以管治，包括谁可以继续执政、谁应该下台、和谁应该取而代之。
選舉是現代文明社會行使政治權力的重要方式。雖然沒有一套完美的、關於選舉之單一普世之國際標準，但確已形成一些共識，包括通過舉行自由、平等且定期之選舉來保證成人之普選權，不記名投票且免於脅迫之原則，一人一票之原則:21。選舉是一種民主過程，通常所有成年公民都會擁有投票及選擇的權利，稱為選舉權，而符合並滿足特定條件以及資格者，還有被選舉權。
奉行代议民主制的國家或地區，會透過選舉選出議會成員、國家元首和政府首腦（如總統、總理、首相）等，也會以此選出地方政府的行政官員。依照功能的不同，代議民主制的選舉可分為國政選舉、地方選舉等兩大種類，前者指國家元首、國會議員等全國或中央政府層級的選舉，後者則指地方政府首長及民意代表的選舉。除此之外，選舉也被广泛应用于許多私人組織或商業机构，由民间团体、學校以至公司，也会采用选举作为制定人事决策的手段。

## 中文詞義
「選舉」一詞，古時是指「擇善而推舉」，如《淮南子·兵略》：「選舉足以得賢士之志，謀慮足以知強弱之勢。」，中國古代亦有鄉舉里選制度，即由地方政府考察、遴選鄉里優秀人才，並推薦到中央朝廷任官。在現代用法上，多指政治組織或社會團體，依規定由全部或部分成員，抉擇一個或少數人，充任某種職位的一種程序。

## 民主選舉的定義與意義

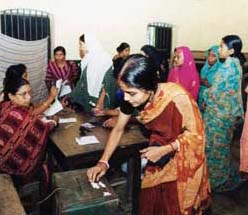
參與投票的孟加拉婦女。

在政治理論裡，民主政體裡的政府權力是來自人民對於被統治的同意。藉由自由而公平的選舉方式來表達人民對政府權力的同意是民主政體的基礎機制。不過，選舉雖能部分解決「政權合法性」的問題，可是有許多專制國家也利用選舉。但如果投票難以操作、或者投票結果對國家治理方式之影響無足輕重，那麽對民眾而言，選舉也就沒有多大意義:14。
對於何種選舉才是「自由而公平」的則有廣泛的定義。美國學者珍妮·科克帕翠克（Jeane Kirkpatrick）提出的定義是：「民主選舉不只是一種象徵……選舉是競爭性的、週期性的、決定性的，在選舉裡政府的決策者由公民們選出，公民們享有批評政府的自由、發表批評的自由和選擇非主流的自由。」……等等進步的決策方面，國際組織民主觀察網站進一步的定義民主選舉為「在選舉裡，會盡量避免任何明白的或私下的偏袒某位候選人的架構，除了因為提供選民們每位候選人的真實才能和傾向之資料所造成的判斷結果例外。」的公平與理性觀點，澳大利亞最高法院的首席法官紀立信（Murray Gleeson）則著重在妥協與包容心，定義選舉為「如果改變是必要的話，清楚了解狀況的選民們以此表達他們的意願，以民主而合法的方式達成穩定改變。」
同時需要強調的是，民主選舉不一定能如其宣示的那般做到選賢與能，也不能如理想中的那樣絕對的合法沒有爭議，特別是存在有一些非廣泛開放普選而卻重視執政成績的地區，如中國等，在這種特殊例子下，全民投票授權給予政府合法執政的概念式微，而更加強調於政治菁英對民生治理成功所擁有的執政權，因此如北京大学教授如程美东、杨光斌等人，就發文對民主投票產生的官員表示懷疑，指出选举不一定能产生合法性以及選舉後的不負責任問題之弊端廣泛存在，但如贝淡宁的論文所述，這種想法某種程度上，仍然隱晦地認可了公民授權的政府才有執政資格，反之則自然會被取代的論述，主張尚贤制与民主投票兩者不存在衝突，而是相輔相成的問題。面對民主執政效果的批判，最關鍵的是廣泛的競爭式選舉，甚至是主動引發政權的和平更迭，是人民行使政治權力與言論自由的重要方式，而只有人民被允許充分參政關心，所練就的思想衝擊與自我檢視，加上官員定期輪換的進步體制，相對於平定而程序式的選舉局面，才有可能防止國家的停滯或退化。

## 選舉的特色
如果選舉結果，不論是國家層面還是選區層面之選舉結果，能實質影響未來政府走向，那麼選民個人自由選擇參與選舉之熱情也會增加:14。

### 投票資格
誰才可以投票的問題（投票權）是選舉是否獲認受性的中心議題。選民並不一定包括整個人口；舉例而言，許多國家禁止精神病與弱智者參與投票，因為他們被認為無法理解投票的意義。不過也有例外，如中華民國已於2023年公告通過修正相關法規，允許受監護宣告者依法行使選舉權，但仍禁止參加公民投票。此外，所有國家都有投票最低年齡的限制。
在歷史上，許多人民也被排除投票權。比如古希臘的民主制度並不允許婦女、外邦移民、貧困者、奴隸參與投票，而美國原本也只限由擁有財產的白人男性參與投票。許多選舉的歷史都和被排除的群組爭取投票權有關。
許多國家自20世紀開始了爭取婦女投票權的女權運動，而保障自由投票的安全則是1950年代和1960年代美國民權運動的主要目標之一。某些地區至今仍排除一些群組的投票權（例如在囚人士、重罪犯、被剝奪政治權利者、一些少數族群、經濟上的下層階級、屬合法公民但無身分證），爭取廣泛投票權利的運動至今仍然持續進行。
在一些國家，例如新加坡和澳大利亞，法律強制投票是公民必須履行之義務，如果有資格投票而刻意不參與，則有可能被處以一些懲罰，例如小額罰款或者拘役。大部分國家只要是成人居民（一般定義是16至21歲），一般會自動成為選民。

### 參選資格

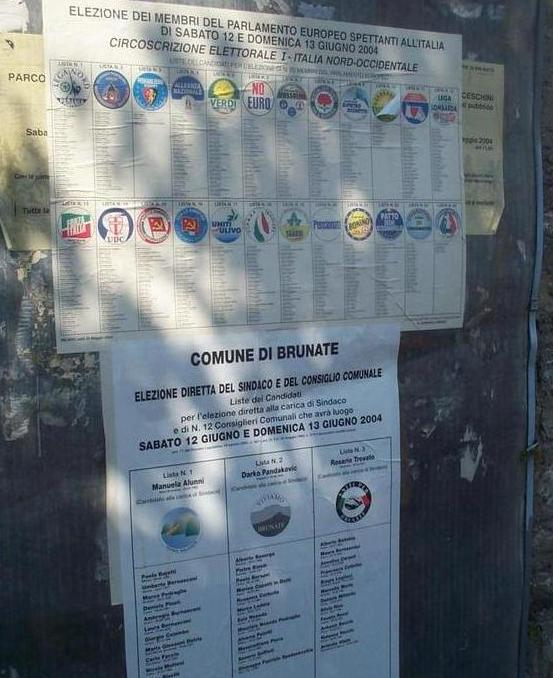
2004年欧洲议会在義大利的選舉海報，顯示了各政黨的名單。

通常要成為候選人必須擁有公民身分、年滿該選舉的參選法定年齡、定居當地一段時間以上，符合學經歷資格，有些地方的重罪前科者也被禁止成為候選人。

### 提名
在直接民主制裡，所有符合資格的人都能被提名。在一些國家則只有特定政黨的黨員才能被提名。或者一個符合資格的人可以經過連署的過程被提名。以美國為例，正式的政黨候選人在提名過程中所需的連署數量往往少於無政黨的候選人。

### 被選舉
政府官職經由選舉產生通常取決於當地的情況。在代議制民主裡，一些職位並非由選舉產生，尤其是那些需要某方面專業能力或長處才能勝任的職位。例如法官通常都是經由指派而非選舉產生。不過也有一些例外，例如美國的一些法官和古代雅典的軍事將領便是經由選舉產生的。
也有一些國家採取委任式民主制，例如蘇聯在全體選民和候選人之間建立中介的選舉人制度。美國總統便是由選舉人團所選出，選舉人團的數目相當於各州的國會參眾議員及華府特區三張選舉人票，而在英國，是以西敏制選舉首相以組成中央政府（現實上是由下議院選舉出最大政黨領袖為首相，並由君主進行禮儀上的象徵性任命）。
一般情況下人們都知道被推派的選舉人會投給哪位候選人，也因此雖然選民是投票給選舉人而不是候選人，但兩者通常被視為是相同的。不過，在一些情況下，選舉制度也會允許沒有贏得普選的候選人當選，例如美國總統乔治·沃克·布什在2000年的選舉中並沒有贏得普選，但因最仍贏得多數選舉人票而當選，在歐洲國家，勝出選舉的最大政黨領袖不一定會成為總理或首相。

### 選舉形式
在大多數民主政治制度裡都有著各種不同形式的選舉，依據不同的政府管理階層和地理轄區而有所差異。一些常見的選舉為：
- 大選—選舉總統或中央民意代表的選舉
- 預選—決定候選人資格的選舉
- 補選—由於現任者去世或離職而舉行的選舉
- 地方選舉—選舉地方官職如縣市長、地方議員的選舉

而公民投票則是選民投票決定某件特定提議、法案或政策的一種民主手段，公民投票通常不會涉及一般的政策或特定的候選人和政黨。公民投票可能會與一般選舉一起或是分開進行，也可能是約束性的或諮詢性的，通常依據憲法而定。公民投票通常是經立法機關要求而由政府舉行，但許多民主政體也允許人民直接連署發起公投，這個步驟被稱為倡議。
公民投票在直接民主制裡特別普遍和重要，例如瑞士。不過，瑞士的制度仍然與代議制共存。在大多數直接民主制的形式裡，任何人都可以發起任何投票，這也與公民投票相關，而且也可能採取共识决策法的形式。類似古希臘的制度，任何人都可以討論特定的議題直到共識達成為止。為了達成共識而進行的討論有可能曠日費時，最後仍然繼續討論並參與投票的人必定是真正關心這個議題的人。在這種制度裡並不需要年齡限制，因為孩童通常會對漫長的討論感到厭煩。不過，這種制度也只有在很小的規模下才能進行。

### 選舉制度
選舉制度通常指的是憲法所規定的細節，以及將人民決定候選人和政黨的選擇付諸實現的投票制度。選舉是在現實世界中進行，而不是學術書籍上紙上談兵：因此，在某程度上，選舉制度之選擇取決於執行成本以及相關國家之行政能力:20。
大体说来，可以分为差额选举与等额选举两种。等额选举即候选人数与应选人数相等的选举，然而由于此类方式选举人仅存在否决权，故目前大多数选举采用差额选举。
第一步驟是計算選票，計票的制度和選票的形式也有許多差異。投票制度接著依據計票數字頒布結果。大多數投票制度可以被分類為比例代表制和多數制兩種。屬於前者有政黨名單比例代表制和單一選區兩票制。屬於後者的有單一選區制（較為多數決）和絕對多數制。其他的選舉制度，包括可轉移單票制、單記可讓渡投票制、排序複選制或不可轉移單票制。
雖然有國家會對處於民主化之國家首次甚至第二次選舉提供實質經濟援助，但資助不可能長期持續；一個政治制度框架想要可持續運作，就必須考慮國家資源，包括有多少人能從事選舉行政工作，以及國家財政能多少支持選舉:20。
選舉的透明度和可靠性也經常被視為是選舉制度的基礎。某選舉制度可能經濟易行，但可能無法回應採用該制度之國家之迫切訴求；而當選舉制度與一國訴求不一致時，其結果可能是災難:20。
不記名投票是較為近代的發展，但現在則被視為是在自由而公平的選舉裡所不可或缺的，因為不記名投票能避免脅迫力量的影響。
選舉制度設計者必須先仔細將判斷標準排序，確定在特定政治環境中甚麼標準最重要，再評估甚麼制度安排最恰如其分；可以先把不惜一切代價都要避免之事情列出，例如可能會導致民主制度崩潰之政治災難:21。

### 時間表
民主的本質是為了選舉對人民負責任的官員，他們在現任一段期間後必需重新面對選舉，以追求選民的認同而繼續連任。因此許多民主立憲政體都會定期舉行選舉，在大多數的國家裡選舉通常是每隔3年至6年舉辦一次。不過也有例外，美国众议院每隔兩年便舉辦一次選舉，而爱尔兰总统則每隔7年才舉行選舉。
預先決定或固定的選舉日期有著公平和可預測的好處。不過，這也延長了選戰的期間，並且使解散國會在一些緊急情況下（例如戰爭突然爆發）會造成麻煩。其他一些國家（例如英國）則只限制執政的期限，執政者可以自行決定什麼時候要真正進行選舉。在實踐上，這表示政府在選戰後仍能繼續行使權力直到執政期滿，除非某些特別的事情發生如不信任动议而提前下台。

## 選舉的困難

### 選舉設計標準
只有相關國家參與選舉制度設計之人士才能決定確定相互競爭標準之優先次序:22。

### 改變選舉過程
在沒有先例下設計選舉制度幾乎不可能；對選擇何種制度、該制度是否適應政治形勢、是否合法和最終得到多少民意支持，都對設計或改變選舉制度過程有重要影響:22。

### 改革或修正選舉機制
有些國家在其憲法中加入關於選舉制度之細節或專門規定；該改動之重要在於憲法性法律通常比一般法律更難修改，改革者往往需要在立法機關、全民公投或者其他驗證機制中取得特定比例之多數支持:23。

### 操控選舉
大多數現代的民主政體都固定舉行選舉，但並非所有選舉都是由真正的民主政體進行的。一些政府使用其他「幕後進行」的手段來選定候選人，但仍組織一些貌似真正選舉競爭的演戲過程，以製造外表上的人民同意和支持。
專制政體，便經常舉行做戲的選舉。在「單一候選人」的做戲選舉裡，可能只有一個候選人能讓人們選擇，而且也沒有提供「拒絕」的選項。在「固定投票」的做戲選舉裡，則會提供幾個候選人擔任幾種職位。在兩種情況裡，政府都會使用恐嚇或作票的方式來確保只有政府認可的候選人能夠當選。更严格的监控情况是，选票上不仅只有一个候选人，且只印有反对或者弃权两个选项，则候选人只要提笔书写，即可证明其投非赞成票。
另一種形式則是差額的做戲選舉，在這種形式下可能會有幾名候選人，而所有候選人中，執政黨候選人在選前預測都顯示取得明顯多數的支持。在理論上，差額選舉也會被承認，但這也是幾乎不可能發生的。掌控了選舉的政府也會控制傳播媒體，大眾便不可能因此獲得正確情報，如埃及和俄羅斯等。

### 不完全的秘密投票
由於技術的限制，並無法完全保障秘密投票，常見問題有：
1. 為了方便投票，投開票所數量會很多，但這造成各投開票所的選民數量過少，可以估計特定選民的投票行為，方便威脅利誘選民；集中開票可以增加估計難度。
2. 投票方法的問題：選民可以在選票上做出暗號（例如蓋章位置的不同），以方便特定人士稽核該選民的投票行為；透過投票機投票可以避免這個問題。
3. 投票行為本身就是一個標記：部分投票要求一定的投票率才有效，有心人士可以透過降低投票率的方式來達到政治訴求；除此之外，降低對手優勢選區的投票率，也是一種操作手法。威脅利誘選民不投票，是可以輕易稽核效果的。
4. 通信投票的漏洞：郵遞系統的可靠度及可信度都會讓秘密投票受威脅，尤其是從專制國家寄出的選票。

### 偏見和限制選擇
與謬誤差異類似的，在一些選舉中候選人也會被不民主的力量和偏見所影響。舉例而言，美國的社會主義者维克多·L·伯格尔曾經兩次當選眾議員，但由於他的反戰觀點而被拒絕給予議席。伊朗政府也有另一種選擇受限的選舉，在2004年伊朗國會選舉中，幾乎所有的改革派候選人都在選前被監護委員會的宗教領導人排除參選資格。依據伊朗憲法，這是委員會的憲法權力，是設計用來避免「伊朗革命的敵人」重新取得權力。
僅僅允許反對派有接觸選票的機會是不夠的。在民主的選舉中，為了維持公平和競爭性，反對派政黨和候選人必須享有言論自由、集會自由和社會運動的權利，以使他們能公開發表對政府的批評，並讓選民有機會了解不同的政策和候選人。如果一個國家的選舉裡沒有給予這些自由，或者反對派的政黨或政治家遭受騷擾和阻撓，那這些選舉在人民看來可能就不具有正當性了。這樣的國家之一是辛巴威，辛巴威長期以來充斥著政治暴力及不公正的選舉，聯合國時常派遣國際性組織和護衛選舉的外國部隊前往辛巴威，以確保選舉公平進行。
另外，反對派候選人沒有機會接觸大眾媒體如廣播、報紙、和電視的選舉也可能是偏差性的。例子之一是2004年俄羅斯總統弗拉基米尔·普京競選連任的選舉，在總統選舉中，國家一直控制的媒體支持普京，也一直批評普京的競爭對手，等同提供了普京無限制的免費競選廣告，也阻擋了他的對手進行競選廣告的機會。也因此，許多國家確保所有政黨（包括大黨和小黨）都有同等的時間在媒體上進行選舉宣傳，並設立制度協助補貼廣告費用，或者反過來限制廣告的機會，以避免大型政黨或候選人壓倒他們的對手。
對於選舉改革而言，法律障礙之外，政治現實以及執政黨試圖保留其權力和影響力之期望也是障礙:29。

### 腐化
選舉體現民主的開放性，但亦意味著在許多國家，投票者的選擇也有可能擺脫了民主本身。
民主政體在歷史上曾經多次腐化，從古希腊到18和19世紀的法國（參見拿破崙三世統治下的第二帝國），最著名的或許是在20世紀的德國，納粹最初是以民主的手段取得權力。今天世界上大多開發中國家的民主政體都不穩固，時常因為軍事政變或其他獨裁形式而垮台。亞里士多德等思想家相信民主本身便是不穩固的，而且總是很快便垮台。
大多數民主政體都有一些憲法明定的權力分隔措施。這種措施限制了所有特定的政府部門的權力，以避免民選的代議士改變政府的本質。要改變憲法則相當複雜，例如要求在選舉裡有三分之二的多數支持才能進行改變，不同的憲法制度也有不同的規定。
為了限制這種危險，許多國家採取間接的方式限制新政黨的形成。最高票者當選制使新政黨較難在短時間內聚集權力。在使用比例代表制的國家裡，則限制一個政黨必須在普選裡贏得某些比例的選票才能進入國會。這種選舉門檻可能只是簡單地以取得一個議席所需的選票為準，例如荷蘭。但也可能將門檻調高，以阻止小型政黨在政府裡取得議席。
孫中山認為，在美國各州，有許多官吏是由民選而來。但是民選很難，流弊亦很多，於是想出限制人民選舉，要有若干財產才有資格有選舉權；但與現代潮流平等自由主旨不合，且選舉亦很可作弊，人民無法知道誰是適當。想補救他，最好限制被選舉人，人人都有選舉權，即近日各國人民所力爭之「普通選舉」。但是要選什麼人，若沒有一個標準，單行普通選舉，毛病亦多。

### 引用
1. ↑  W.L. Miller & Martin Harrop. . London: Macmillan. 1987. ISBN 0 333 34759 5.
2. 1 2 3 4 5 6 7 8 9 10 11  國際民主和選舉協助研究所（International IDEA） (编). . 商務印書館（香港）. 2013.
3. 1 2  . 中華民國教育部. （原始内容存档于2025-07-25） （中文（臺灣））.
4. ↑  https://web-archive-2017.ait.org.tw/infousa/zhtw/PUBS/Whatdm/whatdm5.htm
5. ↑   (PDF).   [2023-09-08]. （原始内容存档 (PDF)于2023-09-08）.
6. ↑  .   [2023-09-08]. （原始内容存档于2023-09-08）.
7. ↑  .   [2023-09-08]. （原始内容存档于2023-09-08）.
8. ↑  .   [2023-09-08]. （原始内容存档于2023-09-08）.
9. ↑  .   [2023-09-08]. （原始内容存档于2023-09-08）.
10. ↑   (PDF).   [2023-09-08]. （原始内容存档 (PDF)于2023-09-08）.
11. ↑  .   [2023-09-08]. （原始内容存档于2023-09-08）.
12. ↑  . 中華民國身心障礙聯盟.   [2023-06-13]. （原始内容存档于2025-07-26） （中文（臺灣））.
13. ↑  中華民國《公民投票法》第7條：「中華民國國民，除憲法另有規定外，年滿十八歲，未受監護宣告者，有公民投票權。」
14. ↑  .   [2009-01-08]. （原始内容存档于2011-08-11）.
15. 1 2 3  孫中山：《在廣東省教育會的演說》，1921年4月4日，刊《廣東群報》，1921年4月4、5、8、13、14日

### 備註
1. ↑  部分版本為「選舉足以得賢士之心，謀慮足以知強弱之勢」，如維基文庫所收錄者。
2. ↑  所謂「監護宣告」，是依照中華民國國內相關規定，當成年人因為精神障礙或心智缺陷，影響獨立判斷或表達之能力時，得由其家屬向法院聲請選任監護人來代替當事人進行法律行為的措施。中華民國《民法》第14條第1項規定：「對於因精神障礙或其他心智缺陷，致不能為意思表示或受意思表示，或不能辨識其意思表示之效果者，法院得因本人、配偶、四親等內之親屬、最近一年有同居事實之其他親屬、檢察官、主管機關、社會福利機構、輔助人、意定監護受任人或其他利害關係人之聲請，為監護之宣告。」
3. ↑  有例外，如《中華民國憲法》第17條規定：「人民有選舉、罷免、創制及複決之權。」，賦予人民有選舉、罷免公職人員與參加全國性或地方性公民投票的權利。同法第18條規定：「人民有應考試服公職之權。」，而《中華民國刑法》第36條第2項規定：「褫奪公權者，褫奪下列資格：一、為公務員之資格。二、為公職候選人之資格。」換言之， 如果中華民國國民因犯罪而遭剝奪政治權利，那麼其將無法參加公務員考試或參選公職，但其餘政治權利不受影響。

## 外部連結
- 全世界進行的全國性選舉 （页面存档备份，存于）
- 選舉的資訊 （页面存档备份，存于）
- 選舉追蹤網
- 世界進行的選舉 （页面存档备份，存于）
- IDEA's 全世界的選舉制度表